# Museo Abteiberg
Il Museo Abteiberg è un museo municipale per l'arte contemporanea nella città tedesca di Mönchengladbach. Sin dagli anni '70, il museo è stato conosciuto per le sue mostre sperimentali e d'avanguardia, dal regista Johannes Cladders (1967-1985), e anche per la sua architettura museale, progettata dall'architetto austriaco Hans Hollein - un punto culminante del design postmoderno.